# Haid
Haid es un barrio en el suroeste de Friburgo de Brisgovia en Baden-Wurtemberg, Alemania. Fue creado en 1970 como zona industrial y comercial.

## Enlaces
- Wikimedia Commons alberga una categoría multimedia sobre Haid (Friburgo de Brisgovia).
- Friburgo: La zona comercial Haid